# Myristica mediovibex
Espèce
Myristica mediovibex est une espèce de plantes de la famille des Myristicaceae.

## Liste des variétés
Selon Catalogue of Life (11 avril 2019) :
- variété Myristica mediovibex var. kosteriana

Selon Tropicos (11 avril 2019) :
- variété Myristica mediovibex var. kosterriana W.J. de Wilde

## Publication originale
- Blumea 40(2): 301. 1995.